# André Frossard
André Frossard (* 14. Januar 1915 in Colombier-Châtelot, Département Doubs; † 2. Februar 1995 in Versailles) war ein französischer Journalist und Essayist.

## Leben
André Frossard war der Sohn von Ludovic-Oscar Frossard, einem der Gründer der Kommunistischen Partei Frankreichs und späterem Minister in den Regierungen der Front populaire.
Er konvertierte 1935 aufgrund eines plötzlichen Bekehrungserlebnisses zum Katholizismus. Dieses Ereignis bearbeitete er in seinem Werk Dieu existe, je l’ai rencontré von 1969 (dt.: Gott existiert. Ich bin ihm begegnet). 
Frossard trat im September 1936 in die Marine ein und nach dem Waffenstillstand in die Französische Resistance. Am 10. Dezember 1943 wurde er in Lyon von der Gestapo verhaftet und im Gefängnis Montluc festgehalten. Nach dem Krieg wurde er durch General Charles de Gaulle in die Ehrenlegion aufgenommen und zum Offizier befördert.
André Frossard, der lange Jahre für die Tageszeitung Le Figaro schrieb, wurde 1987 in die Académie française aufgenommen.

## Ehrungen
- 1990: Großkreuz des Päpstlichen Piusordens[1]
- Croix de guerre 1939–1945
- Médaille de la Résistance
- Offizier der Ehrenlegion

## Werke
- La Maison des otages (1946)
- Histoire paradoxale de la IV e République (1954)
- Le Sel de la terre (1956)
  - deutsch: Von Mönchen und Jesuiten (1960), Herder, Freiburg,
- Voyage au pays de Jésus (1958)
- Les Greniers du Vatican (1960)
- Votre humble serviteur, Vincent de Paul (1960)
- Dieu existe, je l’ai rencontré (1969) 
  - deutsch: Gott existiert: Ich bin ihm begegnet, Herder, Freiburg 1970, Nr. 16074
- La France en général (1975)
- Il y a un autre monde (1976)
- Les trente-six preuves de l’existence du diable (1978)
- L’art de croire (1979)
  - deutsch: Es gibt eine andere Welt (1976) ISBN 3-451-17798-6; Media Maria Verlag 2015
- N’ayez pas peur, dialogue avec Jean-Paul II (1982), 
  - deutsch: Fürchtet euch nicht (1982)
- La Baleine et le Ricin (1982)
- L’Évangile selon Ravenne (1984)
  - deutsch: Wenn Steine reden. Das Evangelium nach Ravenna, Herder, Freiburg, 1985
- Le Chemin de croix, au Colisée avec Jean-Paul II (1986)
- N’oubliez pas l’amour, la Passion de Maximilien Kolbe (1987)
- Le Crime contre l’humanité (1988)
- Portrait de Jean-Paul II (1988)
- Le Cavalier du Quai Conti (1988)
- Dieu en questions (1990)
- Le Monde de Jean-Paul II (1991)
- Les grands bergers (1992)
- Excusez-moi d’être français (1992)
- Défense du Pape (1993)
- L’Evangile inachevé (1995)